# Внутрішньом'язова ін'єкція

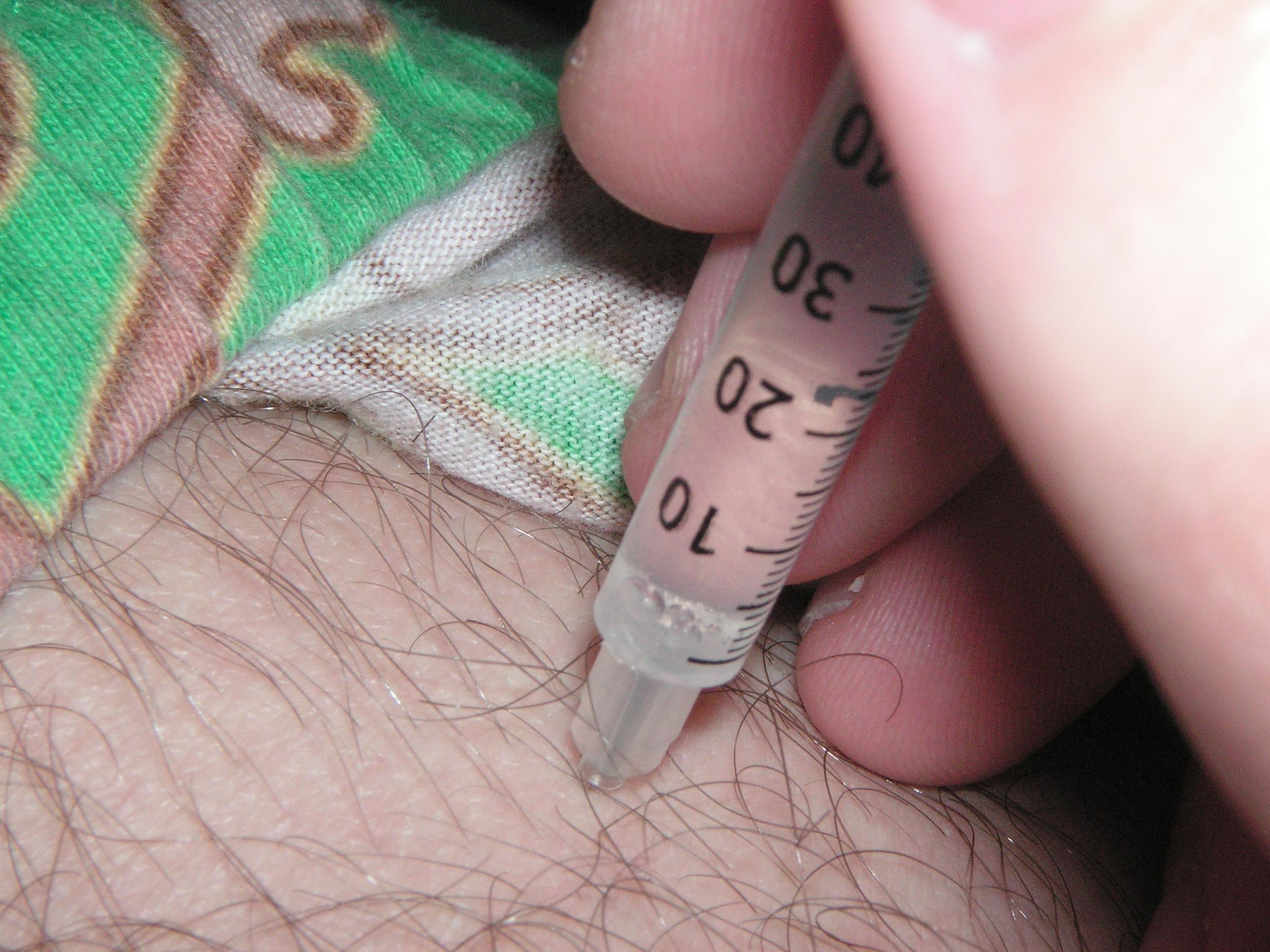
Внутрішньом'язова ін'єкція в ділянку стегна

Внутрішньом'язова ін'єкція — шлях введення лікарських засобів, при якому лікарський препарат потрапляє в організм методом введення ін'єкційного розчину через шприц в товщу м'язової тканини. При проведенні внутрішньом'язової ін'єкції лікарський препарат поступає у кровотік шляхом всмоктування лікарського засобу у судинне русло скелетної мускулатури. Оскільки м'язова система постачається кров'ю краще, ніж підшкірна клітковина, дія препарату при внутрішньом'язовому введенні зазвичай розпочинається швидше, ніж при підшкірному введенні, але повільніше, ніж при внутрішньовенному введенні. Внутрішньом'язова ін'єкція застосовується за необхідності введення у м'яз як водного, так і олійного розчину лікарських препаратів, або суспензії, в об'ємі не більше 10 мл. Внутрішньом'язово також проводяться щеплення проти інфекційних захворювань шляхом введення в організм вакцини або анатоксину.

## Застосування
Внутрішньом'язова ін'єкція є найрозповсюдженішим видом парентерального введення ліків у зв'язку із хорошою васкуляризацією скелетної мускулатури, що сприяє швидкому всмоктуванню лікарських препаратів; а також у зв'язку із простотою техніки введення, що дозволяє застосовувати цей спосіб введення особам без спеціальної медичної підготовки після засвоєння відповідних навичок. Внутрішньом'язове введення може застосовуватися також для введення олійних розчинів лікарських речовин або суспензій (за дотримання умови непотрапляння олійного розчину або суспензії в кровотік). Зазвичай внутрішньом'язово ліки вводяться, коли немає необхідності отримати негайний ефект від введення препарату (всмоктування лікарського засобу при внутрішньом'язовій ін'єкції проходить протягом 10—30 хвилин після введення), коли внутрішньовенне введення спричинює виникнення флебіту або тромбофлебіту, а підшкірне введення спричинює утворення інфільтратів та абсцесів у місці введення. Внутрішньом'язове введення також переважно застосовується при наданні невідкладної допомоги збудженим хворим або хворим із судомами (у зв'язку із важкістю проведення у таких хворих підшкірного або внутрішньовенного введення ліків). При внутрішньом'язовому введенні рекомендовано вводити лікарські препарати в об'ємі не більше 10 мл для уникнення перерозтягнення м'язових тканин та утворення інфільтрату. Не вводяться внутрішньом'язово препарати, які мають місцево подразнюючу дію та можуть спричинити виникнення некрозів та абсцесів у місці введення. Внутрінньом'язово також не вводиться розчин гепарину у зв'язку із утворенням гематом у місці введення. Не рекомендовано внутрішньом'язове введення ліків хворим, що знаходяться на постійному діалізі. Для проведення внутрішньом'язової ін'єкції необхідна наявність стерильного медичного обладнання — (шприца) та стерильної форми лікарського препарату. Внутрішньом'язово лікарські засоби можуть вводитись як в умовах лікарського закладу (стаціонарних та поліклінічних відділень), так і в домашніх умовах, запросивши медичного працівника додому, а при наданні екстреної медичної допомоги — і в машині швидкої допомоги.

## Техніка виконання
Внутрішньом'язова ін'єкція найчастіше проводиться у зовнішній верхній квадрант сідничної ділянки у зв'язку із тим, що там добре розвинутий шар м'язів, добре розвинута сітка кровоносних та лімфатичних судин, та від цієї ділянки віддалені великі судини (в першу чергу — верхня сіднична артерія) та сідничний нерв, що унеможливлює ризик їх пошкодження. Внутрішньом'язово ліки також можуть вводитися у середню третину передньозовнішньої поверхні стегна у зв'язку із добре розвинутим шаром м'язів та відсутністю великих судин та нервових стовбурів у цій ділянці, а також у дельтоподібний м'яз (на 2,5-5 см нижче акроміального відростка лопатки) і підлопаткову ділянку (в цю ділянку найчастіше вводяться вакцини та анатоксини, що застосовуються для профілактики та лікування інфекційних захворювань). Перед внутрішном'язовою ін'єкцією лікарський препарат (особливо у вигляді олійного розчину) необхідно розігріти до температури 30—37 °C. Перед початком внутрішньом'язової ін'єкції медичний працівник обробляє руки дезинфікуючим розчином та одягає гумові рукавички. Перед введенням препарату місце ін'єкції обробляють антисептичним розчином (найчастіше — етиловим спиртом). При введенні препарату в зовнішній верхній квадрант сідничної ділянки шприц установлюють під кутом 90° до поверхні тіла; при введенні препарату або вакцини у стегнову ділянку, підлопаткову ділянку або у дельтоподібний м'яз шприц установлюють під кутом 70°. Голка шприца після проколу шкіри вводиться у м'яз приблизно на 2/3 довжини, для запобігання поломки голки рекомендовано залишити над поверхнею шкіри не меше 1 см голки. Після проколу шкіри перед введенням препарату необхідно відтягти поршень шприца назад для перевірки потрапляння голки в судину. Після перевірки правильності знаходження голки препарат вводиться у м'яз у повному об'ємі. Після закінчення введення препарату місце ін'єкції повторно обробляють антисептиком.

## Переваги та недоліки внутрішньом'язового застосування лікарських засобів
Перевагами внутрішньом'язового застосування лікарських засобів є те, що діючі речовини при введенні в організм не змінюються у місці контакту з тканинами, тому внутрішньом'язово можна застосовувати лікарські засоби, які руйнуються під дією ферментів травної системи. У більшості випадків внутрішньом'язове введення забезпечує швидкий початок дії лікарського засобу. За необхідності пролонгованої дії препарати зазвичай вводяться внутрішньом'язово у вигляді олійних розчинів або суспензій, що не можна робити при внутрішньовенному введенні. На швидкість всмоктування препарату не впливає прийом їжі та значно менше впливають особливості біохімічних реакцій організму конкретної людини, прийом інших препаратів, та стан ферментативної активності організму. Внутрішньом'язова ін'єкція відносно проста у виконанні, що робить можливим здійснення цієї маніпуляції за необхідності навіть неспеціалісту.
Недоліками внутрішньом'язового застосування є те, що часто при введенні лікарських засобів внутрішньом'язово спостерігається болючість та утворення інфільтратів в місці введення (рідше — утворення абсцесів) (хоча й рідше, ніж при підшкірних ін'єкціях). При поганому розвитку кровоносних судин у місці введення швидкість всмоктування препарату може знижуватися. При внутрішньом'язвоому введенні ліків, як і при інших видах парентерального застосування лікарських препаратів, існує ризик інфікування пацієнта або медичного працівника збудниками інфекційних захворювань, які передаються через кров. При внутрішньом'язовому введенні збільшується ймовірність побічної дії ліків у зв'язку із більшою швидкістю надходження в організм та відсутністю на шляху надходження препарату біологічних фільтрів організму — слизової оболонки шлунково-кишкового тракту та гепатоцитів (хоча й нижча, ніж при внутрішньовенному застосуванні). При внутрішньом'язовому застосуванні не дозволяється вводити більше 10 мл розчину одноразово у зв'язку з імовірністю перерозтягнення м'язової тканини та зменшення імовірності утворення інфільтрату, а також препарати, що мають місцево подразнюючу дію та можуть спричинити виникнення некрозів та абсцесів у місці введення.

## Імовірні ускладнення внутрішньом'язової ін'єкції
Найчастішим ускладненням внутрішньом'язової ін'єкції є утворення інфільтратів у місці ін'єкції. Зазвичай інфільтрати утворюються при введенні препарату в місце ущільнення або набряку, що утворився після попередніх внутрішньом'язових ін'єкцій. Інфільтрати також можуть утворюватися при введенні олійних розчинів, які не підігрівалися до оптимальної температури, а також при перевищенні максимального об'єму внутрішньом'язової ін'єкції (не більше 10 мл одномоментно). При появі інфільтратів рекомендовано накласти на місце утворення інфільтрату зігрівальний напівспиртовий компрес або гепаринову мазь, нанести на уражену ділянку йодну сітку, провести фізіотерапевтичні процедури.
Одним із ускладнень, які виникають при порушенні техніки внутрішньом'язової ін'єкції, є утворення абсцесів та флегмон. Ці ускладнення найчастіше виникають на фоні неправильно пролікованих постін'єкційних інфільтратів, або при порушенні при проведенні ін'єкції правил асептики та антисептики. Лікування таких абсцесів або флегмон проводиться лікарем-хірургом. При порушенні правил асептики та антисептики при проведенні ін'єкцій імовірне зараження хворих або медпрацівників збудниками інфекційних захворювань, які передаються через кров, а також виникнення септичної реакції внаслідок бактеріального інфікування крові.
При проведенні ін'єкції тупою або деформованою голкою імовірно утворення підшкірних крововиливів. При виникненні кровотечі при проведенні внутрішньом'язової ін'єкції рекомендовано до місця ін'єкції прикласти ватний тампон, змочений етиловим спиртом, а пізніше — напівспиртовий компрес.
При неправильному виборі місця ін'єкції при внутрішньом'язовому введенні препаратів може спостерігатися пошкодження нервових стовбурів. Це ускладнення може призвести до утворення парезів та паралічів. Лікування даного ускладнення проводиться лікарем у залежності від симптомів та важкості даного ураження.
При введенні голки дуже глибоко в тканини може спостерігатися пошкодження окістя. При даному ускладненні у місці ін'єкції спостерігається стійкий біль. При виникненні пошкодження окістя рекомендовано відтягнути голку від місця пошкодження мінімум на 1/3 довжини, та покласти грілку на місце ушкодження.
При помилковому введенні у м'яз гіпертонічного розчину (10 % розчину хлориду натрію або хлориду кальцію) або інших місцево подразнюючих речовин, може спостерігатися некроз тканин. При появі даного ускладнення рекомендується обколоти уражену ділянку розчином адреналіну, 0,9 % розчином хлориду натрію та розчином новокаїну. Після обколювання місця ін'єкції накладається стискальна суха пов'язка та холод, а пізніше (за 2—3 доби) прикладається грілка.
При використанні голки для ін'єкцій із дефектом, при надмірно глибокому введенні голки в товщу м'язової тканини, а також при порушенні техніки введення препарату може спостерігатися поломка голки. При даному ускладненні необхідно постаратися самостійно дістати уламок голки з тканин, а при невдалій спробі уламок видаляється хірургічним способом.
При виконанні внутрішньом'язових ін'єкцій (частіше у стоячому положенні хворого) ймовірна втрата свідомості (непритомність) у хворого. При виникненні даного ускладнення рекомендовано вкласти хворого із трохи опущеною головою та піднятими ногами, розстібнути одяг, дати понюхати розчин аміаку, за необхідності ввести парентерально розчин кофеїну або кордіамін.
Дуже важким ускладненням внутрішньом'язової ін'єкції є медикаментозна емболія. Це ускладнення виникає рідко, і пов'язане з порушенням техніки проведення ін'єкції, і виникає у тих випадках, коли медпрацівник при проведенні внутрішньом'язової ін'єкції олійного розчину лікарського препарату або суспензії не перевірить положення голки та можливість потрапляння даного лікарського препарату в судину. Це ускладнення може проявлятися приступами задишки, появою ціанозу, та часто закінчується смертю хворих. Лікування у таких випадках симптоматичне.